# 60 Second Wipe Out
60 Second Wipe Out – trzeci album studyjny niemieckiego zespołu digital hardcore Atari Teenage Riot, wydany 11 maja 1999 roku. W odróżnieniu od poprzednich albumów, niektóre instrumenty na 60 Second Wipe Out grane są na żywo i wykorzystano mniej sampli. Jest to ostatni album zespołu przed zakończonym w 2010 roku hiatusem. Specjalne wydanie dwupłytowe zawiera album Live in Philadelphia Dec. 1997, a rozszerzone wydanie amerykańskie dodatkowy utwór "No Remorse (I Wanna Die)" - nagrany z udziałem zespołu Slayer b-side z soundtracku do filmu "Spawn".

## Lista utworów
1. "Revolution Action" – 4:09
2. "By Any Means Necessary" – 2:38
3. "Western Decay" – 5:50
4. "Atari Teenage Riot II" – 6:08
5. "Ghostchase" – 4:34
6. "Too Dead for Me" – 4:17
7. "U.S. Fade Out" – 2:52
8. "The Virus Has Been Spread" – 1:15
9. "Digital Hardcore" – 4:11
10. "Death of a President D.I.Y.!" (feat. Dino Cazares) – 4:43
11. "Your Uniform (Does Not Impress Me!)" (feat. D-Stroy) – 5:48
12. "No Success" (feat. D-Stroy, Freestyle & Kathleen Hanna) – 3:48
13. "Anarchy 999" (feat. D-Stroy, Freestyle, Jise, Q-Unique & Kinetics) – 4:07

Rozszerzone wydanie amerykańskie
1. "No Remorse (I Wanna Die)" (Slayer & Atari Teenage Riot)

CD2 - Na żywo w Filadelfii, Grudzień 1997
1. "Get Up While You Can" – 5:10
2. "Deutschland (Has Gotta Die!)" – 3:03
3. "Sick to Death" – 3:45
4. "Destroy 2000 Years of Culture" – 3:51
5. "Not Your Business" – 2:59
6. "Speed" – 5:20
7. "Into the Death" – 3:24
8. "Atari Teenage Riot" – 3:17
9. "Midijunkies" – 7:41

## Twórcy
- Alec Empire
- Hanin Elias
- Carl Crack
- Nic Endo

- Andy Wallace – miksowanie